# 杨湘岚
杨湘岚（？—），女，中华人民共和国政治人物，曾任吉林省劳动厅副厅长，吉林省妇女联合会主席，第九届全国人大代表。